# NGC 3731
NGC 3731 est une galaxie elliptique située dans la constellation du Lion. NGC 3731 a été découverte par l'astronome germano-britannique William Herschel en 1784.

## Caractéristiques
Selon la base de données Simbad, NGC 3731 est une galaxie LINER, c'est-à-dire une galaxie dont le noyau présente un spectre d'émission caractérisé par de larges raies d'atomes faiblement ionisés.

### Distance
Sa vitesse par rapport au fond diffus cosmologique est de 3 543 ± 24 km/s, ce qui correspond à une distance de Hubble de 52,3 ± 37,7 Mpc (∼171 millions d'al).
À ce jour, une mesure non basée sur le décalage vers le rouge (redshift) donne une distance d'environ 59,800 Mpc (∼195 millions d'al). Cette valeur est à l'intérieur des valeurs de la distance de Hubble.